# Civil War (Guns N' Roses)
Civil War è un singolo del gruppo musicale statunitense Guns N' Roses, pubblicato il 3 marzo 1993 come quarto estratto dal quarto album in studio Use Your Illusion II.

## Descrizione
Scritto da Axl Rose e Izzy Stradlin, Civil War è stato l'ultimo brano realizzato con il batterista Steven Adler ed è stata inserita originariamente nell'album del 1990 Nobody's Child, raccolta di beneficenza per gli orfani della Romania. Si tratta di una canzone di protesta contro la guerra e nel testo si dice che una guerra civile "serve solo a nutrire i ricchi e a far morire di fame i poveri". Lo stesso significato dell'espressione "guerra civile" è contestato alla fine del brano, con il verso: "Ma poi cosa c'è di civile in una guerra?". Sia nell'introduzione, recitata da Strother Martin e tratta dal film Nick mano fredda, che nel finale vi sono alcuni omaggi a When Johnny Comes Marching Home, inno della Guerra di secessione americana.

La canzone menziona anche l'assassinio di John Fitzgerald Kennedy, con il testo: "e nei miei primi ricordi, hanno sparato a Kennedy". Inoltre sono citate le battaglie per i diritti civili e la guerra del Vietnam. Il 27 settembre 1993, il bassista Duff McKagan raccontò ad un'intervista a Rockline le origini del brano: 
 Durante il processo in cui i restanti membri del gruppo furono coinvolti, fu detto che Steven Adler avesse dovuto provare circa ottanta volte prima di riuscire a riprodurre in studio questa traccia, proprio a causa dei suoi abusi di droghe. Il batterista stesso ha rilasciato un'intervista dicendo che in realtà i tentativi furono "solo" una trentina.
I Guns N' Roses lo suonarono la prima volta al Farm Aid IV, il 7 aprile 1990. Nel 2014 è stata indicata come la sesta più grande power ballad di tutti i tempi da Yahoo! Music.

## Tracce
CD singolo (Germania)
1. Civil War – 7:36
2. Garden of Eden – 2:36
3. Exclusive Interview with Slash – 7:21

CD singolo (Giappone)
1. Civil War – 7:36
2. Don't Damn Me – 5:12
3. Back Off Bitch – 4:57
4. Interview with Slash – 7:21

## Formazione
- Axl Rose – voce, fischio
- Slash – chitarra solista
- Izzy Stradlin – chitarra ritmica, cori
- Duff McKagan – basso, cori
- Dizzy Reed – tastiera, cori
- Steven Adler – batteria

## Classifiche
| Classifica (1993)             | Posizione massima |
| ----------------------------- | ----------------- |
| Australia                     | 45                |
| Belgio (Fiandre)              | 39                |
| Irlanda                       | 15                |
| Norvegia                      | 10                |
| Nuova Zelanda                 | 27                |
| Paesi Bassi                   | 16                |
| Regno Unito                   | 11                |
| Stati Uniti (mainstream rock) | 4                 |